# Biserica „Sfântul Ioan Botezătorul” din Feldioara

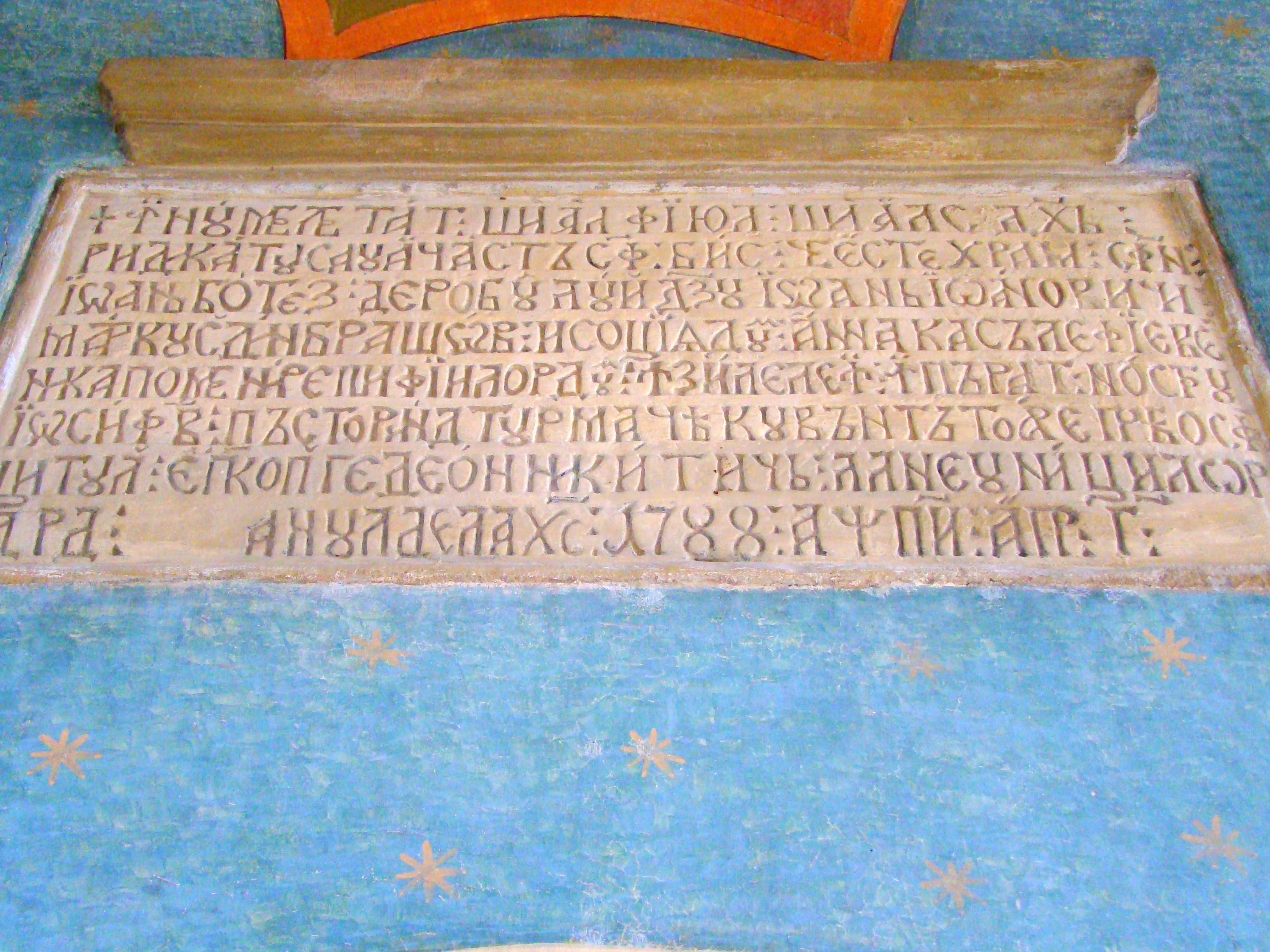
Pisania

Biserica „Sfântul Ioan Botezătorul” din Feldioara este un monument istoric aflat pe teritoriul satului Feldioara, comuna Feldioara. În Repertoriul Arheologic Național, monumentul apare cu codul 40964.11.

## Localitatea
Feldioara (în maghiară Földvár, în traducere Cetatea de Pământ, în germană Marienburg, în traducere "Cetatea Mariei",  în latină Castrum Sancte Maria) este satul de reședință al comunei cu același nume din județul Brașov, Transilvania, România. Prima mențiune documentară este din anul 1307

## Biserica
Biserica este situată în partea de sud a localității Feldioara. Este o construcție în stil gotic, cu influențe bizantine. Lăcașul de cult a fost construit în anul 1788, ctitorie a negustorului român din Brașov Ioan Ioanovici, împreună cu soția sa, Ana. Planul bisericii a fost proiectat de arhitectul Ioan Morca. Are formă de navă, cu absida altarului decroșată, poligonală, cu cinci laturi. Ca element caracteristic al acestei construcții se remarcă pridvorul deschis aflat înaintea ușii, influență a modului de ridicare a bisericilor din Țara Românească. Biserica a fost pictată de preotul Dimitrie Martinovici, însă picturile originale nu s-au păstrat. Clopotul a fost donat de Mihai Vilara, un alt negustor brașovean. În secolele al XVIII-lea și al XIX-lea biserica a fost întreținută cu sprijinul donațiilor generoase ale unor familii din sat care, pe lângă bani, au oferit pământ sau alte proprietăți.

## Imagini

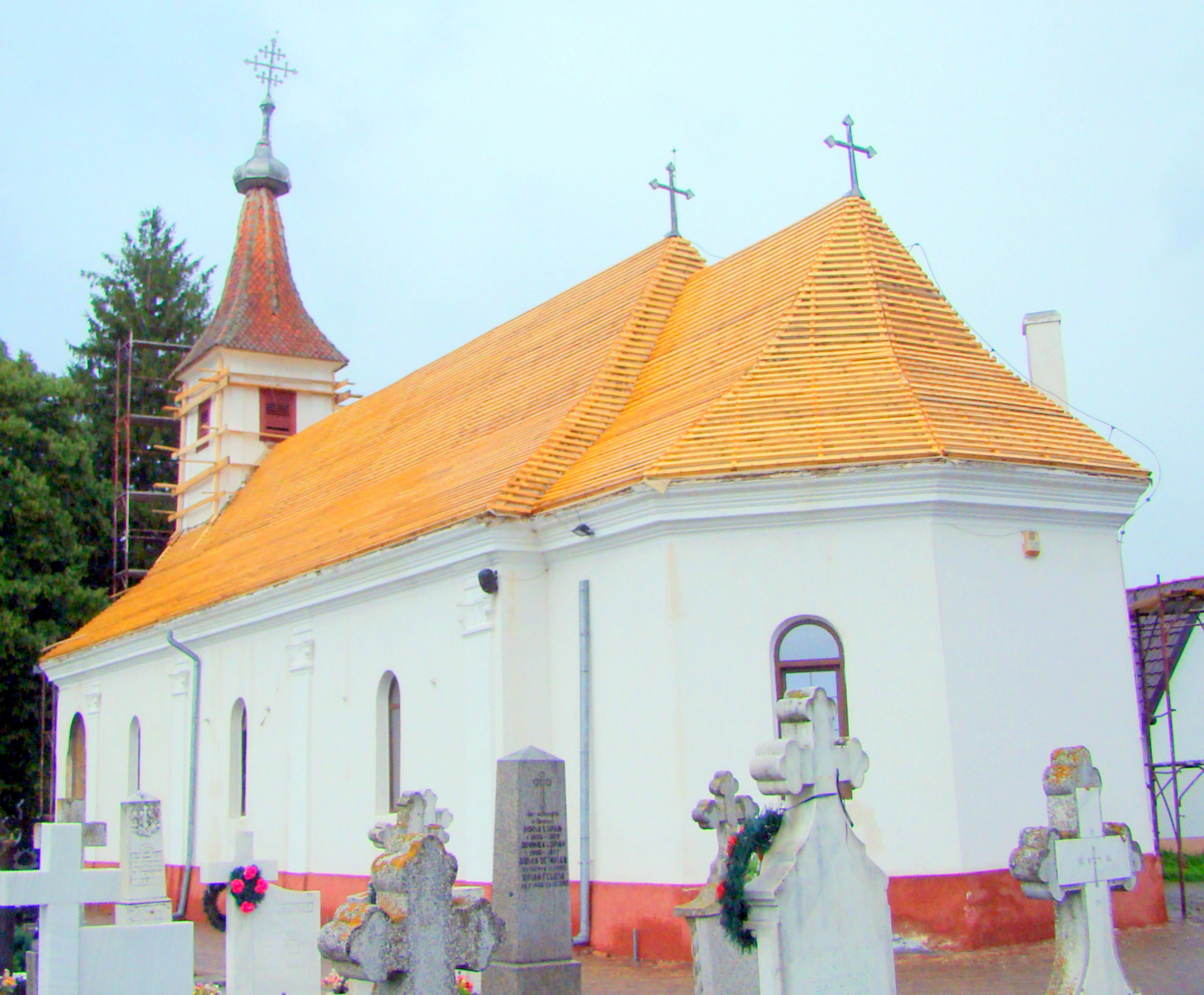
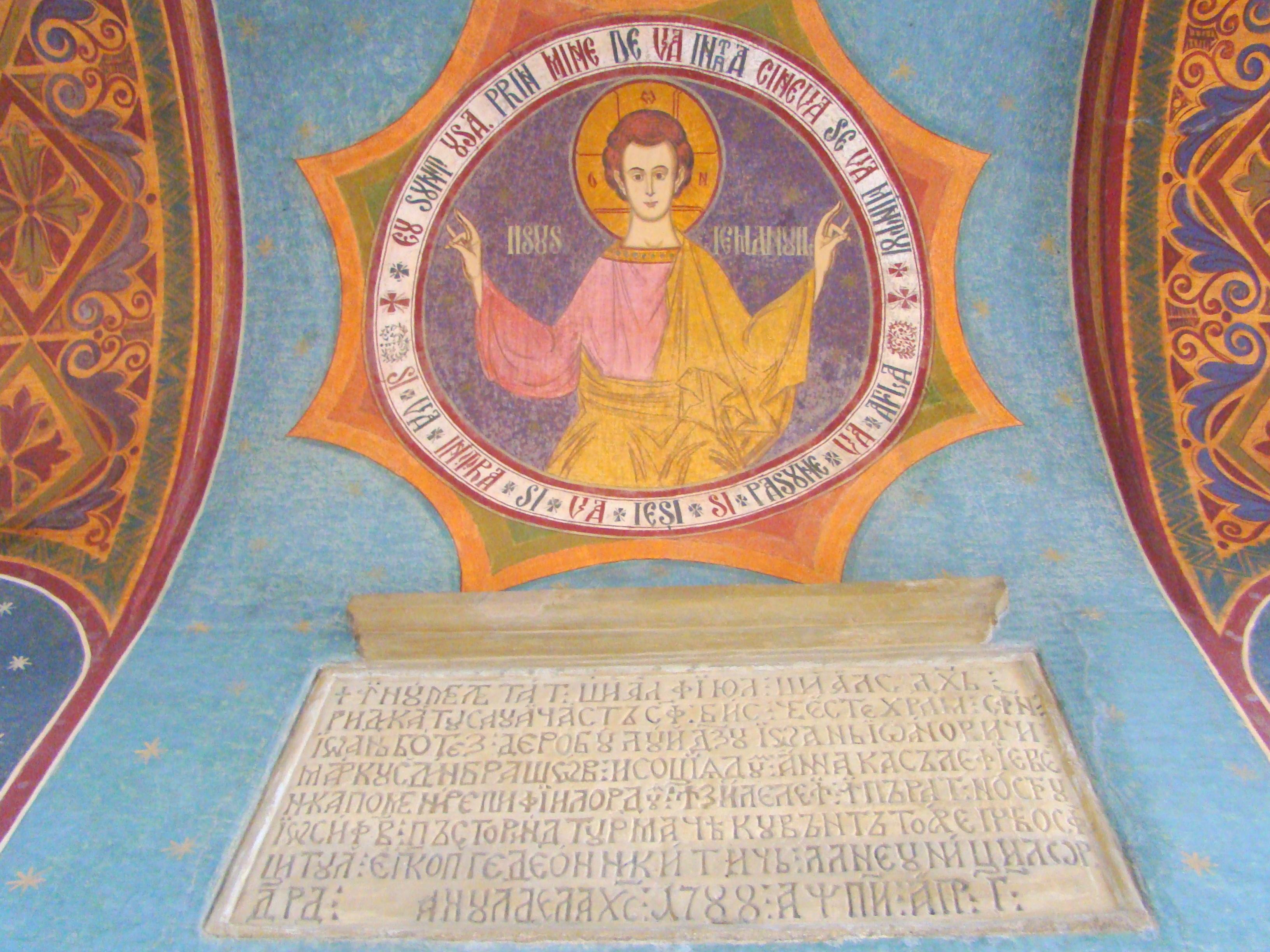
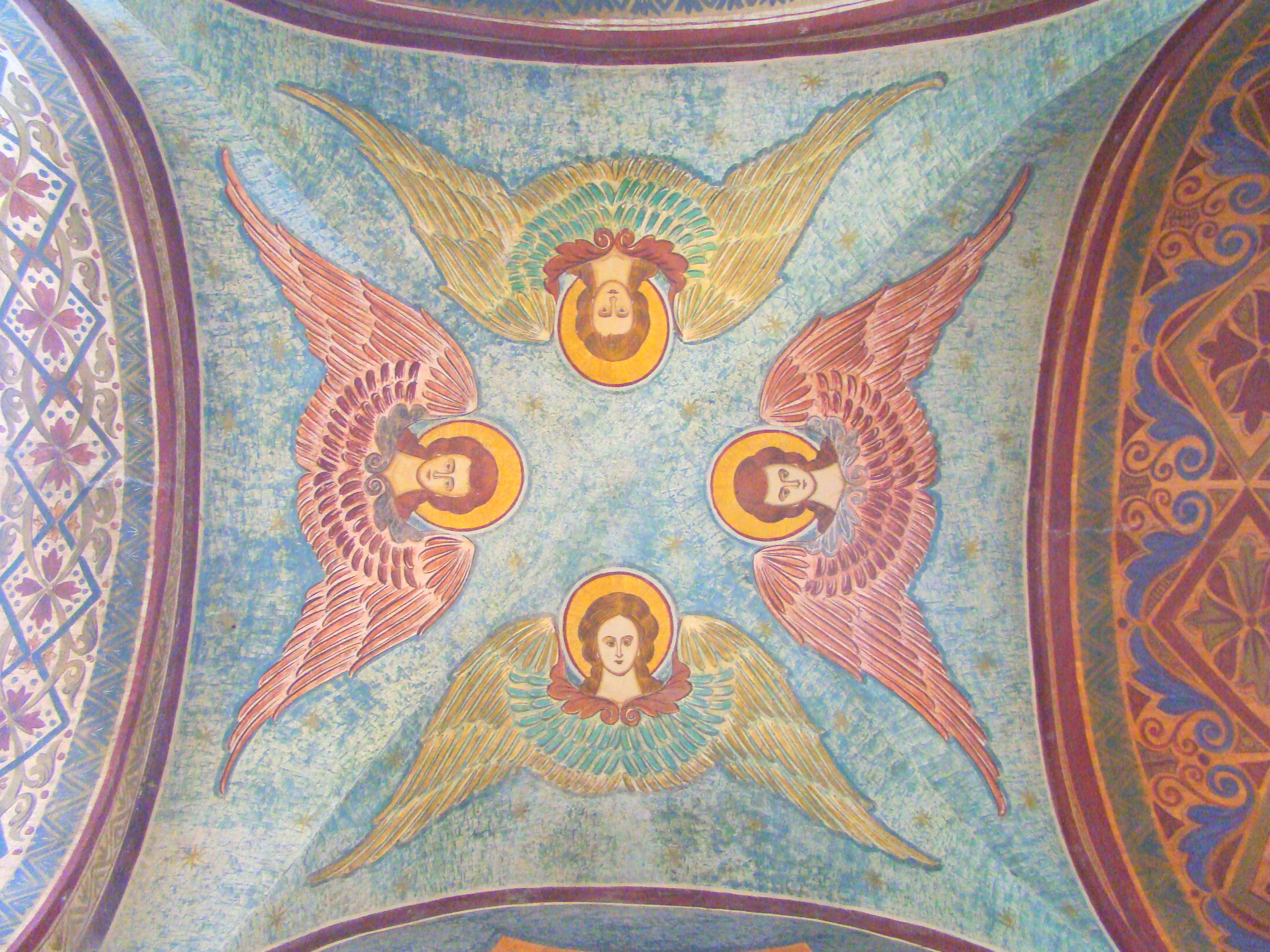
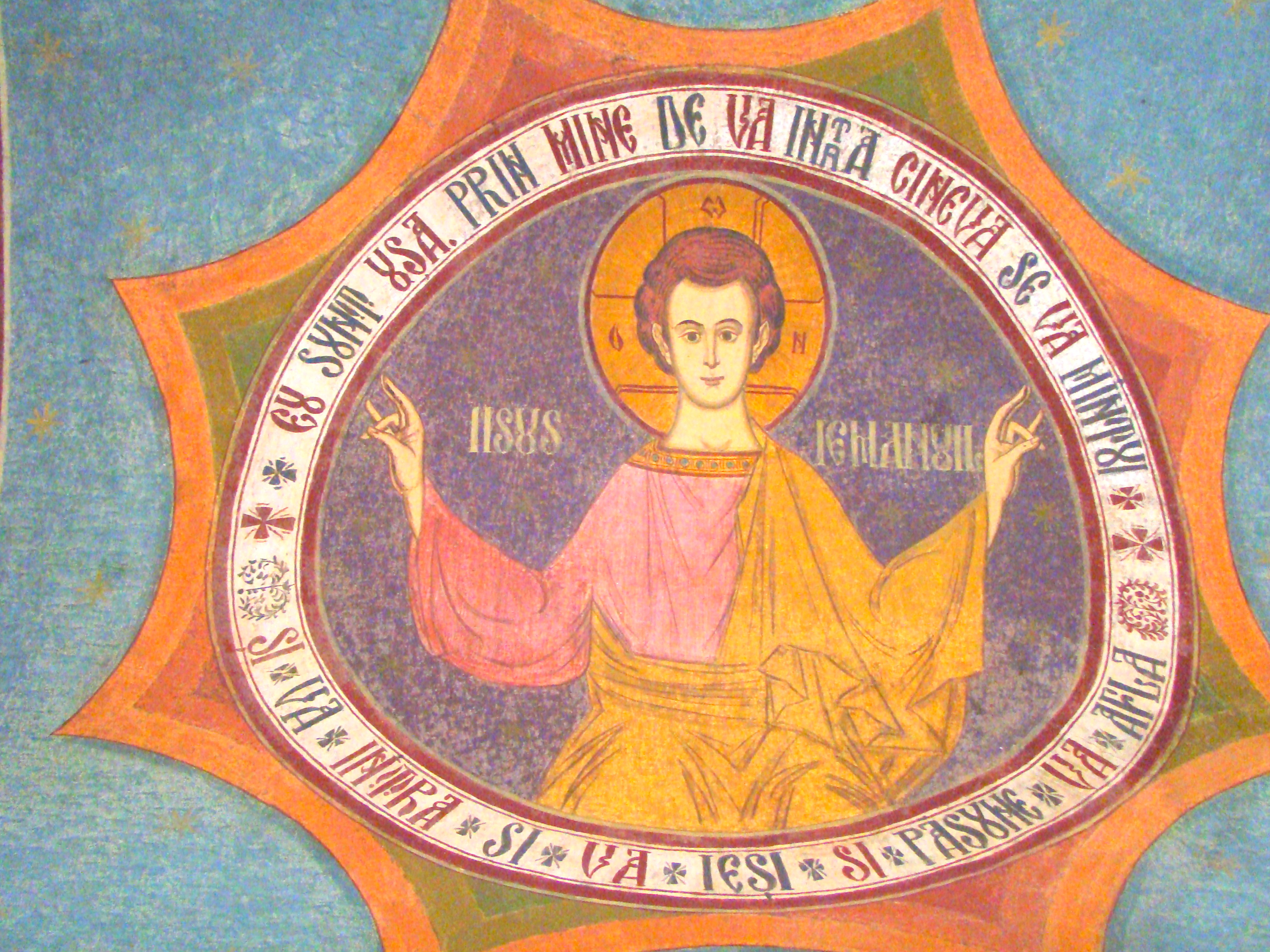
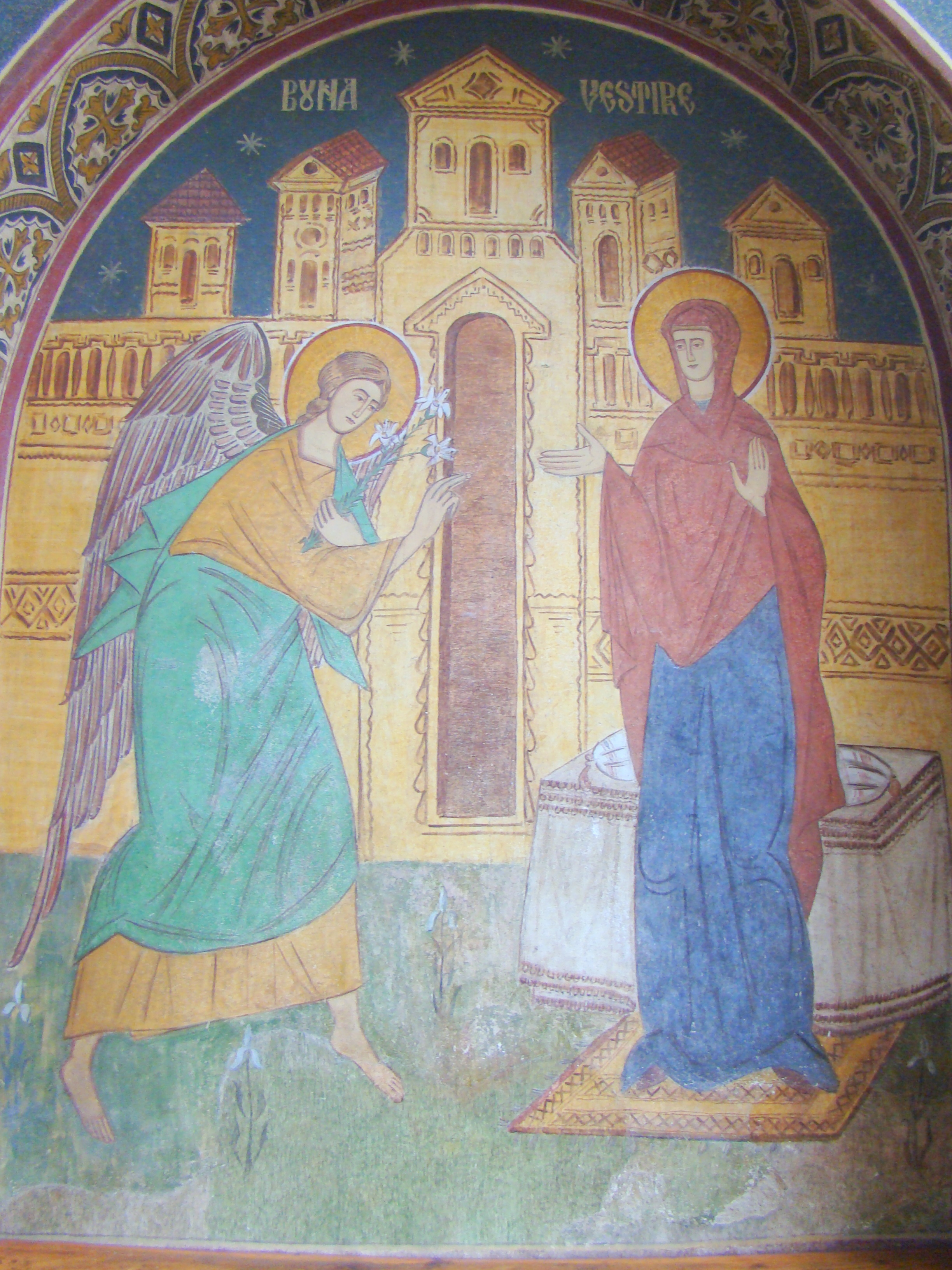
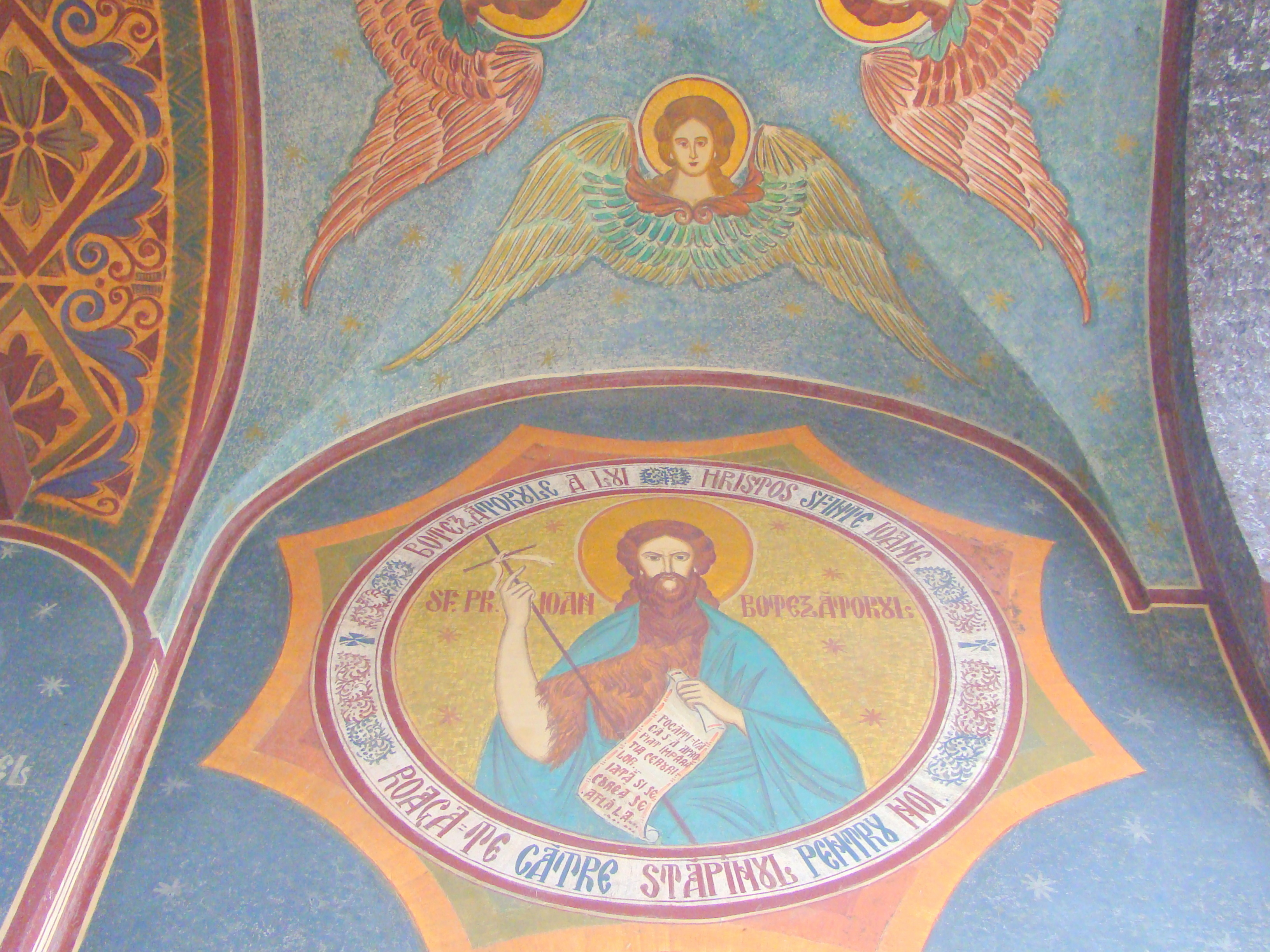
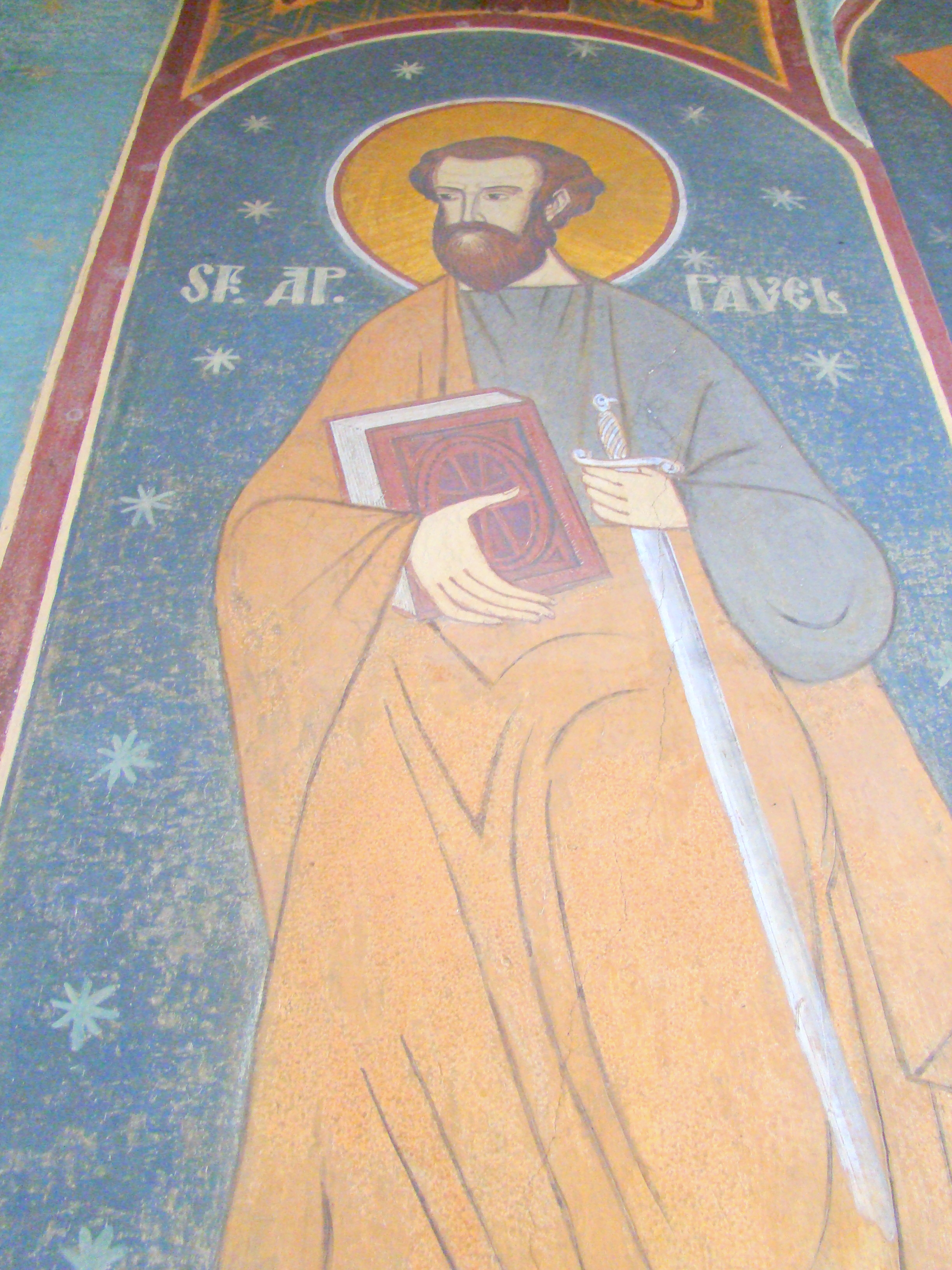
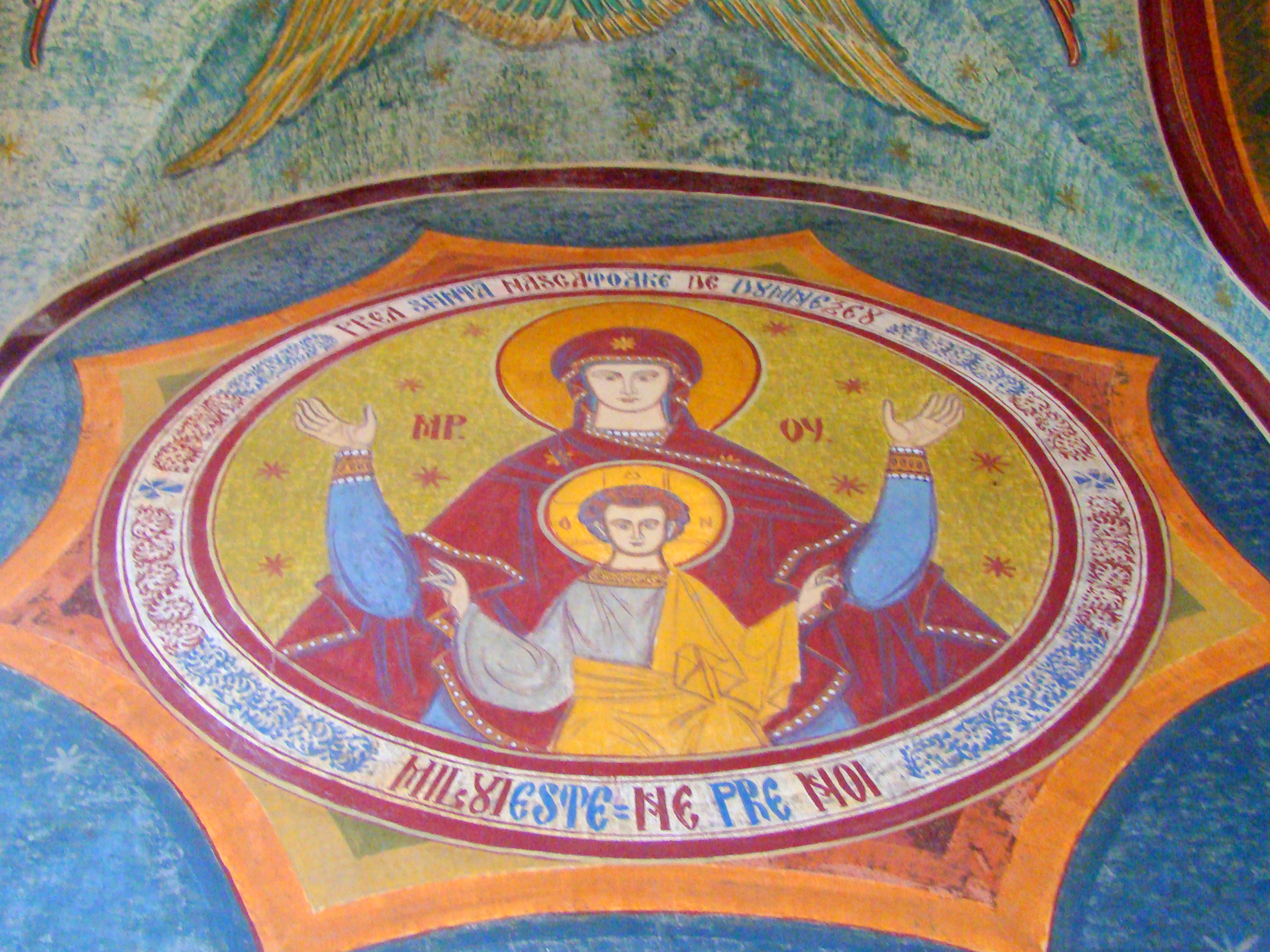
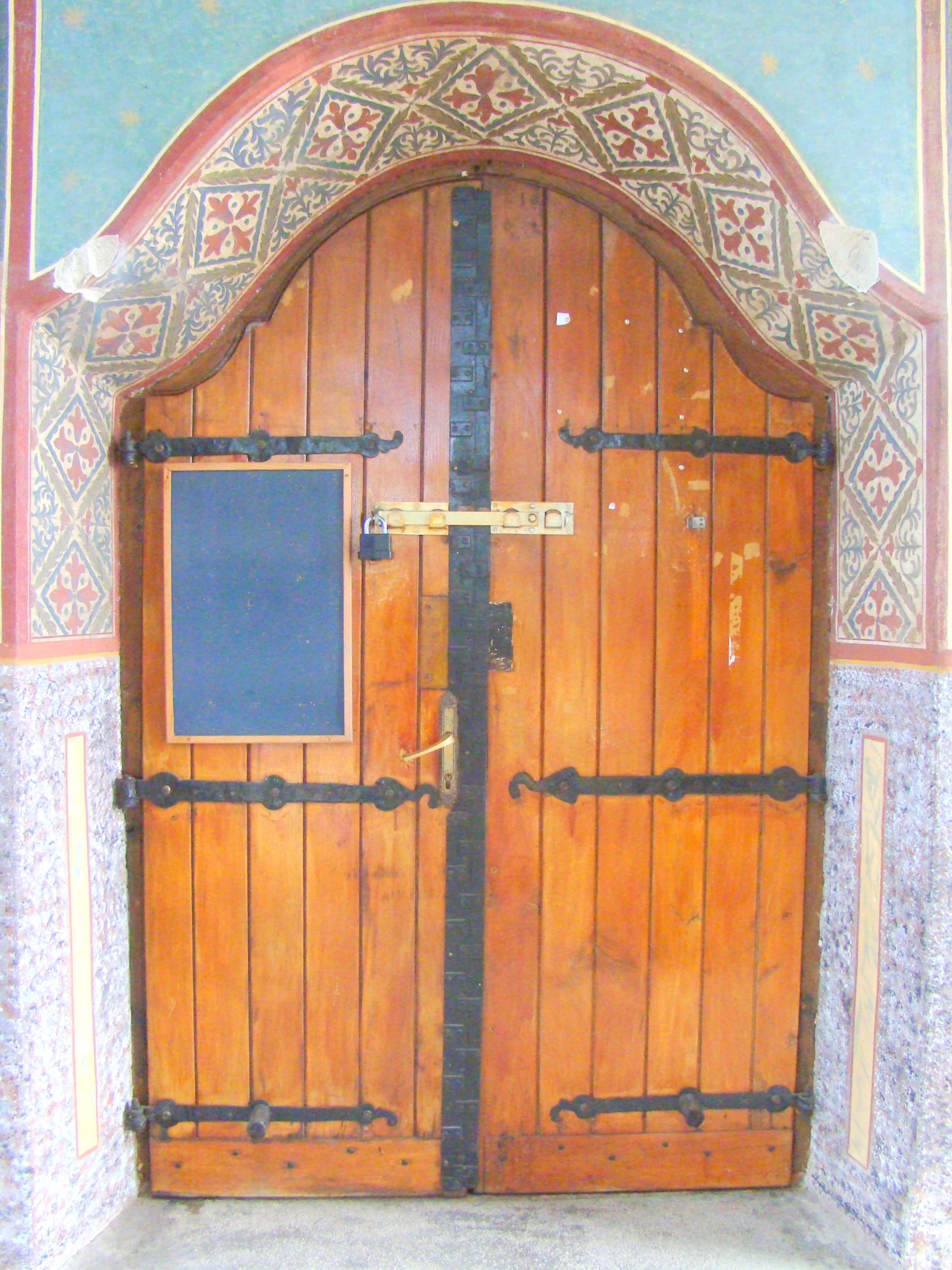
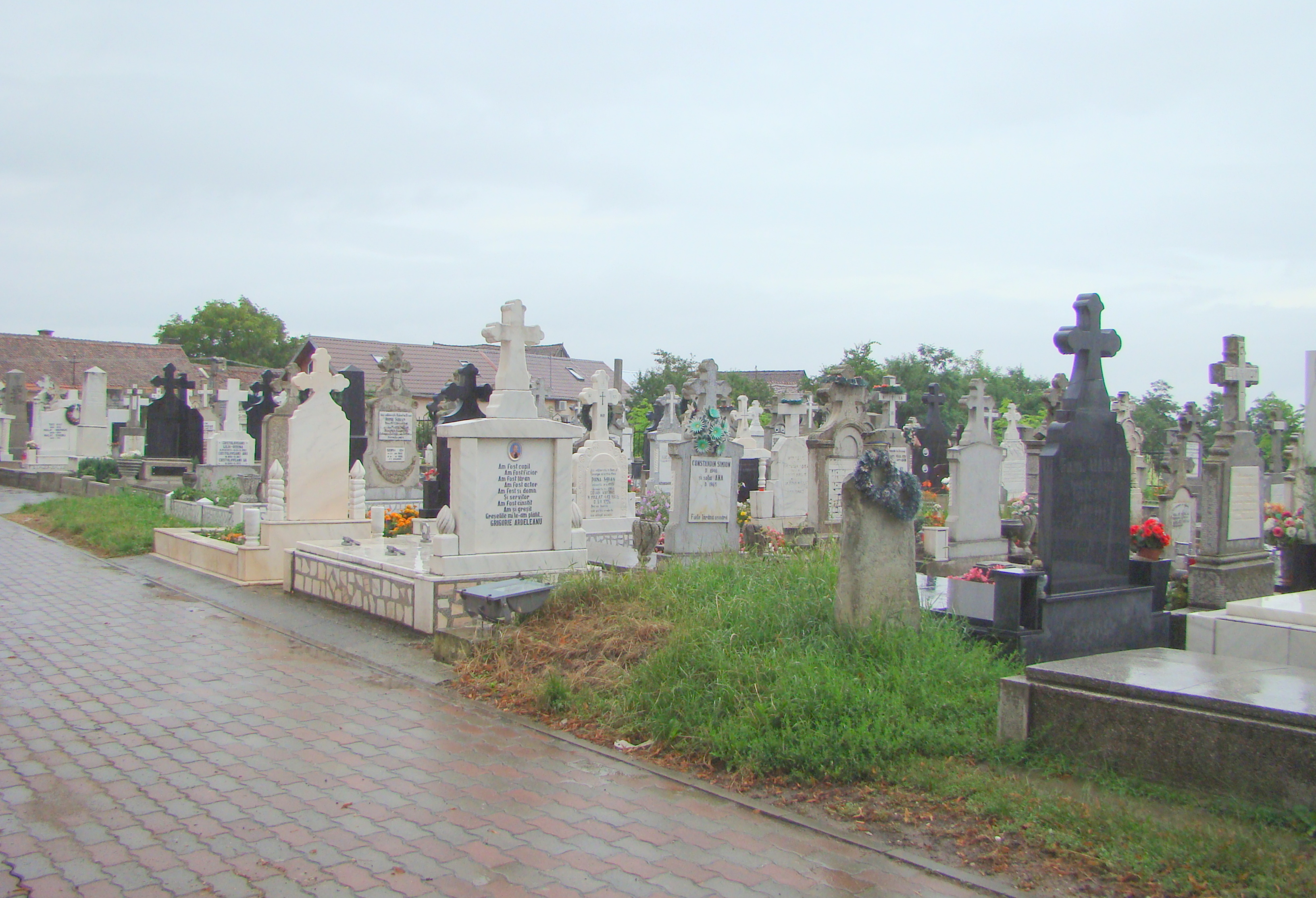
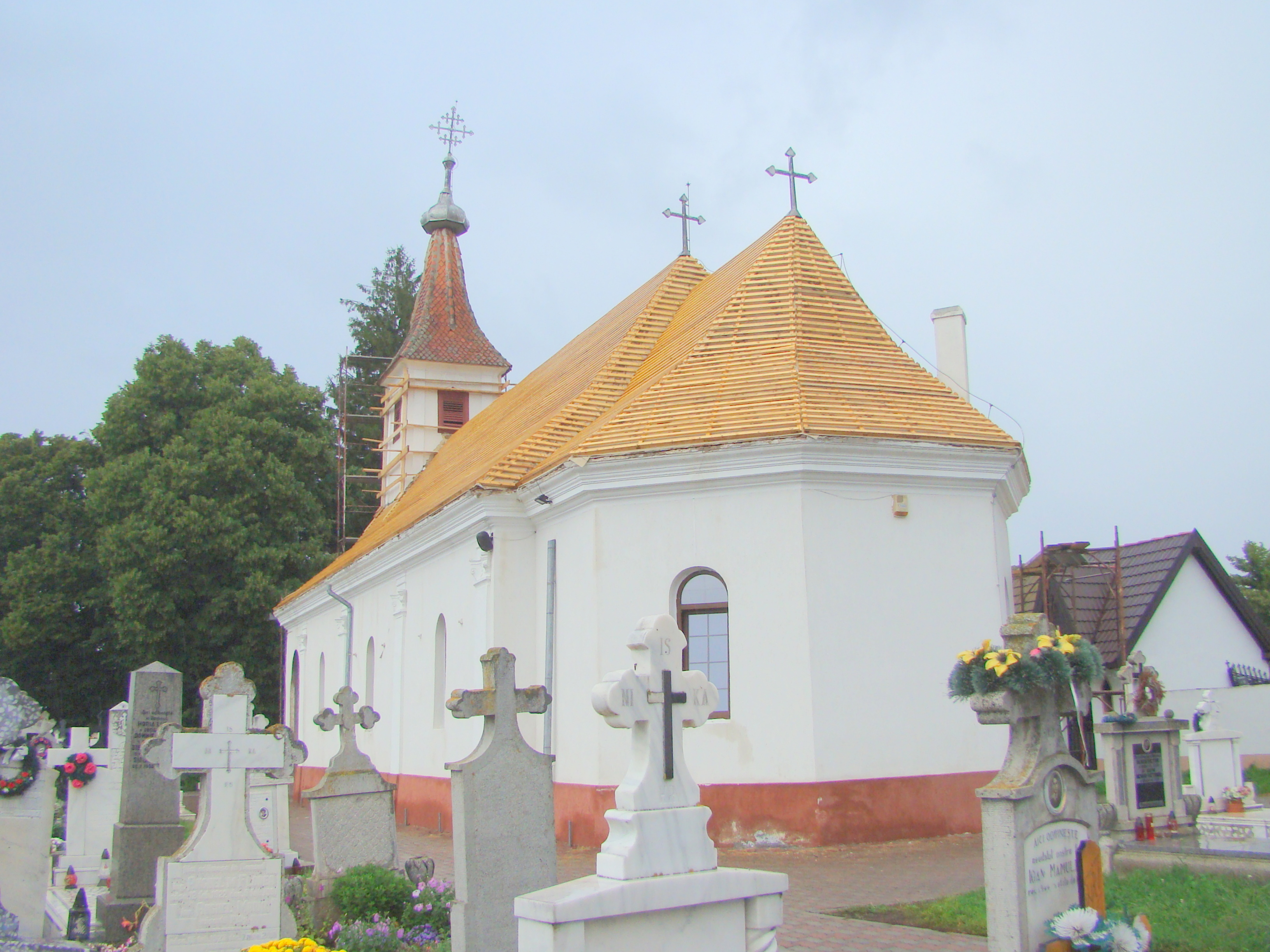
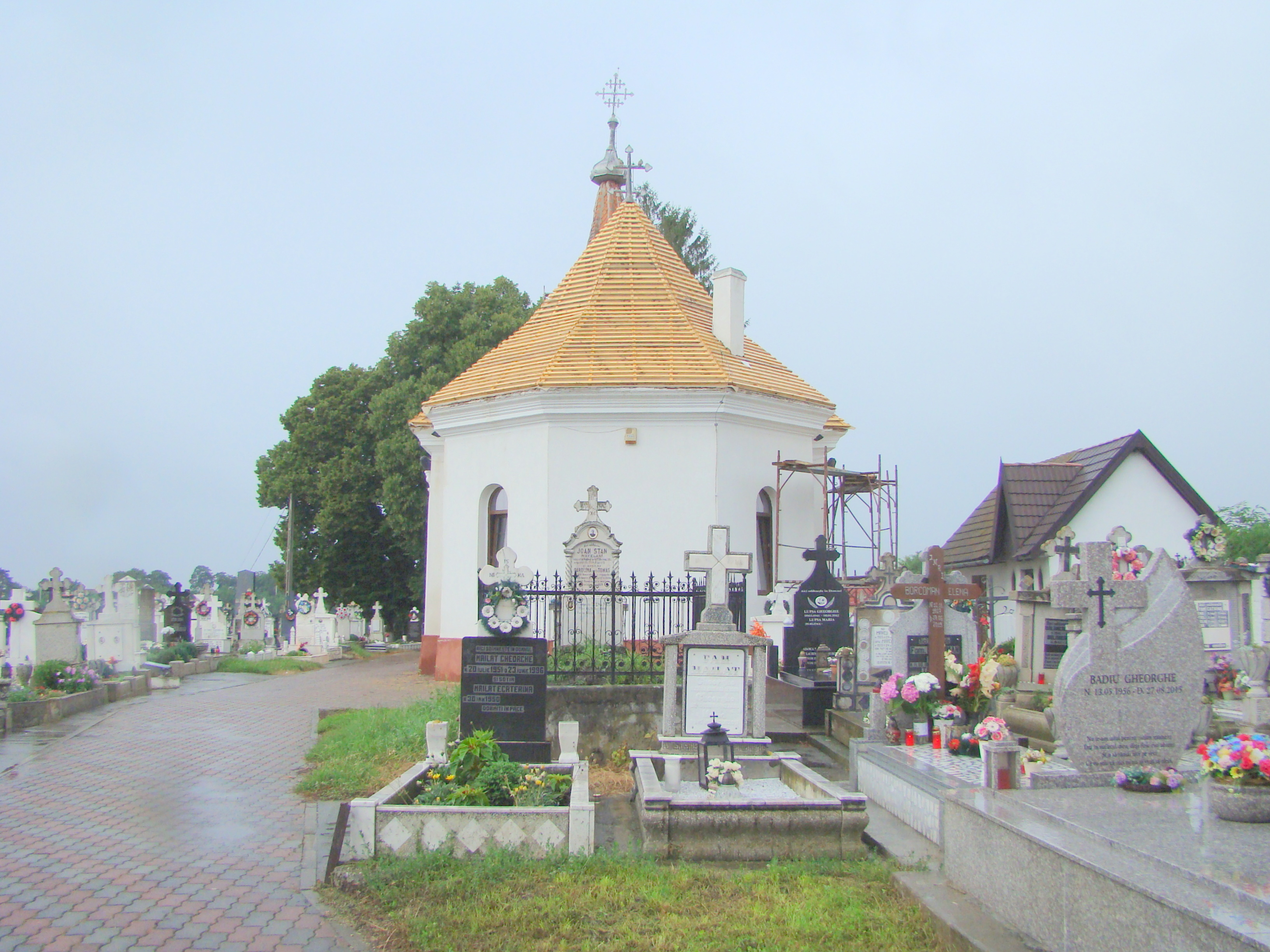